# Fred Dretske
Frederick Irwin Dretske, född 9 december 1932 i Waukegan, Illinois, död 24 juli 2013, var en amerikansk filosof som var framträdande inom kunskapsteori och medvetandefilosofi. 
Dretske började studera till ingenjör vid Purdue University, där han tog sin kandidatexamen 1954, men ändrade inriktning mot filosofi. 1958 fick han en masterexamen vid University of Minnesota, och doktorerade där på tidsfilosofi under May Brodbeck 1960. Han fick en professur vid University of Wisconsin, där han bidrog till den naturalistiska skolan inom filosofin. Därefter höll han professurer vid bland annat Stanford University och Duke University.
Dretske vad externalist i medvetandefilosofin, och försökte på olika vis i sina efterforskningar visa att man genom ren introspektion lär sig mindre än vad man kan förvänta sig om sitt eget medvetande. Senare fokuserade han i högre grad på självkännedom och erfarenhet om sitt medvetande, och mottog Jean Nicod-priset 1994.